# عبد الله بن إسماعيل العباسي
عَبدُ اَلله بنُ إِسماعِيل اَلعَبَّاسيّ (885 - 962) كَنيَتُهُ أبُو جَعْفَر وشُهرَتُه ابنُ بَريَّه الهاشِميُّ، هو أميرٌ عَبَّاسي وَ إمام جامِع ومُحَدِّث ثِقَة، وُلِدَ في العَاصِمة اَلعَبَّاسيَّة بَغْداد، تعلَّم على يَد عَدد من المَشايخ أبرزهم إسماعِيل بنُ إِسحاقْ اَلقاضيُّ واَبن أبي الدُّنيا.
عاصَر زَمَن ضِعف الخِلافَة اَلعَبَّاسيَّة عَلى يد الجنرالات التُّرك وعَدد مِن الخُلَفاء أبرَزَهُم اَلمُعْتَمِد واَلمُعْتَضِد واَلمُكْتَفي واَلمُقْتَدِر، كما أنَّهُ شَهَد دخول اَلبُويهيُّون وسَيطَرتَهُم على مفاصِل اَلبِلاد وتُوفي في خِلافة المُطيع لله.
ذكَرَهُ اَلخَطيب اَلبَغدادي أنَّهُ من المُحدثين الثُّقاة وقد تَولَّى إمامة جَامِع مدينة اَلمَنْصُور حتى وفاتِه.

## نسبه
هو عبدُ الله بن إسماعيِل بنُ إبراهيم بنُ عيسى بنُ عَبدُ الله اَلمَنْصُور اَلعَبَّاسيُّ اَلهَاشِميُّ اَلْقُرَشيُّ.

## وفاته
توَفيَ في بَغْداد عام 962 عَن عُمر ناهَزَ 77 عاماً.